# Secretari de stat în Guvernul Theodor Stolojan
În Guvernul Theodor Stolojan au fost incluși și secretari de stat, provenind de la diverse partide.

## Secretari de stat
- Consilier al primului ministru

Adrian Severin (16 - 20 octombrie 1991)
Eugen Dijmărescu (20 octombrie 1991 - 13 ianuarie 1992)
- Secretar de stat, șef al Departamentului Informații

Caius Traian Dragomir (16 octombrie 1991 - 16 octombrie 1992)
Virginia Gheorghiu (16 octombrie - 19 noiembrie 1992)
- Secretar de stat la Departamentul pentru Strategia Reformei și a Integrării Economice

Bujor Bogdan Teodoriu (23 martie - 19 noiembrie 1992)
- Secretar de stat la Departamentul pentru Administrația Publică Locală

Teodor Mircea Vaida (24 octombrie 1991 - 3 noiembrie 1992)
Ioan Leș (24 octombrie 1991 - 19 noiembrie 1992)
Doru Viorel Ursu (23 decembrie 1991 - 16 octombrie 1992)

### Secretariatul General al Guvernului
- Secretar general al Guvernului

Paul Jerbas (16 octombrie 1991 - 19 noiembrie 1992)
- Secretar general adjunct al Guvernului

Mihail Gondoș (16 octombrie 1991 - 19 noiembrie 1992)

### Ministerul Apărării Naționale
- Secretar de stat la Ministerul Apărării Naționale, șeful Marelui Stat Major al Armatei

General Dumitru Cioflină (16 octombrie 1991 - 19 noiembrie 1992)

### Ministerul de Interne
- Secretar de stat la Ministerul de Interne

General Dumitru Penciuc (16 octombrie - 16 decembrie 1991)
General George Ioan Dănescu (16 octombrie - 16 decembrie 1991)
General Gheorghe Andriță (16 octombrie 1991 - 16 iulie 1992)
Gheorghe Gambra (16 decembrie 1991 - 16 iulie 1992)
Nicolae Crăciun (16 decembrie 1991 - 19 noiembrie 1992)

### Ministerul de Justiție
- Secretar de stat la Ministerul de Justiție

Alexandru Dumitrescu (20 noiembrie 1991 - 19 noiembrie 1992)

### Ministerul de Externe
- Secretar de stat la Ministerul de Externe

Constantin Ene (16 octombrie 1991 - 19 noiembrie 1992)
Adrian Dohotaru (16 octombrie 1991 - 19 noiembrie 1992)
Teodor Viorel Meleșcanu (16 octombrie 1991 - 19 noiembrie 1992)
Gheorghe Tinca (16 octombrie 1991 - 19 noiembrie 1992)
Ionel Săndulescu (26 octombrie 1991 - 19 noiembrie 1992)

### Ministerul Economiei și Finanțelor
- Secretar de stat la Ministerul Economiei și Finanțelor

Mircea Boulescu (16 octombrie 1991 - 28 mai 1992)
Aurel Berea (16 octombrie 1991 - 1 iulie 1992)
Nicolae Văcăroiu (16 octombrie 1991 - 1 iulie 1992)
Iacob Zelenco (16 octombrie 1991 - 1 iulie 1992)
Daniel Dăianu (22 ianuarie - 1 iulie 1992)
Florin Georgescu (28 mai - 19 noiembrie 1992)
- Secretar de stat, șef al Agenției Naționale pentru Privatizarea și Dezvoltarea Întreprinderilor Mici și Mijlocii

Adrian Severin (24 octombrie 1991 - 26 octombrie 1992)
ad-int. Ion Andrei (26 octombrie - 19 noiembrie 1992)
- Secretar de stat, director general la Comisia Națională de Prognoză, Plan și Conjunctură Economică

Mircea Coșea (1 iulie - 19 noiembrie 1992)
- Secretar de stat, președinte executiv al Agenției Române de Dezvoltare

Mișu Negrițoiu (16 octombrie 1991 - 19 noiembrie 1992)

### Ministerul Industriei
- Secretar de stat la Ministerul Industriei

Sorin Dimitriu (16 octombrie - 8 noiembrie 1991)
Ion Dan Drăgoi (16 octombrie - 8 noiembrie 1991)
Emanuel Babici (16 octombrie - 8 noiembrie 1991)
Costică Soare (16 octombrie 1991 - 8 ianuarie 1992)
Vasile Baltac (16 octombrie 1991 - 15 aprilie 1992)
Marin Cristea (16 octombrie 1991 - 15 aprilie 1992)
Marin Nicolae (16 octombrie 1991 - 15 aprilie 1992)
Valentin Ioniță (16 octombrie 1991 - 15 aprilie 1992)
Dionisie Dobra (16 octombrie 1991 - 15 aprilie 1992)
Dumitru Popescu (16 octombrie 1991 - 30 iunie 1992)
Dolphi Drimer (26 octombrie 1991 - 19 noiembrie 1992)
Alexandru-Octavi Stănescu (8 noiembrie 1991 - 15 aprilie 1992)
Marin Bivolaru (8 noiembrie 1991 - 15 aprilie 1992)
Lucian Moțiu (8 noiembrie 1991 - 19 noiembrie 1992)
Marian Pârvulescu (8 noiembrie 1991 - 19 noiembrie 1992)
Virgil Mușatescu (29 iulie - 19 noiembrie 1992)

### Ministerul Agriculturii și Alimentației
- Secretar de stat la Ministerul Agriculturii și Alimentației

Octavian Mihăescu (16 octombrie - 26 noiembrie 1991)
Ioan Bușui (16 octombrie 1991 - 19 noiembrie 1992)
Ovidiu Natea (16 octombrie 1991 - 19 noiembrie 1992)
Ovidiu Grasu (16 octombrie 1991 - 19 noiembrie 1992)
Ioan Păltineanu (26 noiembrie 1991 - 19 noiembrie 1992)
Gheorghe Mureșan (26 noiembrie 1991 - 19 noiembrie 1992)
Costică Leu (26 noiembrie 1991 - 19 noiembrie 1992)

### Ministerul Comerțului și Turismului
- Secretar de stat la Ministerul Comerțului și Turismului

Viorel Cataramă (16 - 29 octombrie 1991)
Cornel Grigorcuț (16 octombrie 1991 - 4 septembrie 1992)
Napoleon Pop (16 octombrie 1991 - 19 noiembrie 1992)
Cornel Ceucă (16 octombrie 1991 - 19 noiembrie 1992)
Virgil Popescu (16 octombrie 1991 - 19 noiembrie 1992)
Sorin Popescu (9 aprilie - 4 septembrie 1992)
Gheorghe Albu (7 mai - 19 noiembrie 1992)

### Ministerul Lucrărilor Publice, Transporturilor și Amenajării Teritoriului
- Secretar de stat la Ministerul Lucrărilor Publice și Amenajării Teritoriului

Gheorghe Polizu (16 octombrie 1991 - 9 septembrie 1992)
Nicolae Bucătaru (16 octombrie 1991 - 19 noiembrie 1992)
Victor Dumitrache (16 octombrie 1991 - 19 noiembrie 1992)
Alexandru Bunea (16 octombrie 1991 - 19 noiembrie 1992)
Călin Marinescu (16 octombrie 1991 - 19 noiembrie 1992)

### Ministerul Mediului
- Secretar de stat la Ministerul Mediului

Gh. Paul Niculescu (16 octombrie - 7 noiembrie 1991)
Ioan Jelev (16 octombrie - 7 noiembrie 1991)
Angheluță Vădineanu (7 noiembrie 1991 - 19 noiembrie 1992)
- Secretar de stat la Administrația Națională a Rezervelor Materiale

Constantin Dincă (14 august - 19 noiembrie 1992)

### Ministerul Învățământului și Științei
- Secretar de stat la Ministerul Învățământului și Științei

Sorin Cristea (16 octombrie 1991 - 19 noiembrie 1992)
Alexandru Roșu (16 octombrie 1991 - 19 noiembrie 1992)

### Ministerul Culturii
- Secretar de stat la Ministerul Culturii, șef al Departamentului Cultelor

Gheorghe Vlăduțescu (16 octombrie 1991 - 19 noiembrie 1992)
- Secretar de stat la Ministerul Culturii

Andor Horváth (16 octombrie 1991 - 4 septembrie 1992)
Eugen Vasiliu (16 octombrie 1991 - 19 noiembrie 1992)
Radu Boroianu (16 octombrie 1991 - 19 noiembrie 1992)

### Ministerul Sănătății
- Secretar de stat la Ministerul Sănătății

Emil Tomescu (16 octombrie 1991 - 3 noiembrie 1992)
Victor Babusceac (1 noiembrie 1991 - 19 noiembrie 1992)

### Ministerul Tineretului și Sportului
- Secretar de stat la Ministerul Tineretului și Sportului

Cornel Dinu (16 - 24 octombrie 1991)
Ioan Olteanu (16 - 24 octombrie 1991)
Cristian Gațu (24 octombrie 1991 - 19 noiembrie 1992)
Ion Dan Trestieni (24 octombrie 1991 - 19 noiembrie 1992)

### Ministerul Muncii și Protecției Sociale
- Secretar de stat la Ministerul Muncii și Protecției Sociale

Octavian Partenie (16 octombrie - 11 noiembrie 1991)
Mircea Biji (16 octombrie 1991 - 6 octombrie 1992)
Costică Alecu (16 octombrie 1991 - 19 noiembrie 1992)
Gheorghe Brehoi (29 octombrie 1991 - 19 noiembrie 1992)
Constantin Iordănescu (11 noiembrie 1991 - 19 noiembrie 1992)

## Sursa
- Stelian Neagoe - "Istoria guvernelor României de la începuturi - 1859 până în zilele noastre - 1995" (Ed. Machiavelli, București, 1995)
- Rompres Arhivat în 27 septembrie 2007, la Wayback Machine.